# لیگنی
لیگنی (به لاتین: Ligny) یک روستا در بلژیک است که در سومبرف واقع شده‌است. لیگنی ۵٫۸۹ کیلومتر مربع مساحت دارد.